# Euderus andropogonae
Euderus andropogonae är en stekelart som beskrevs av Jean Risbec 1956. Euderus andropogonae ingår i släktet Euderus och familjen finglanssteklar.
Artens utbredningsområde är Kamerun. Inga underarter finns listade i Catalogue of Life.